# Софийский зоопарк
«Софийский зоопарк» в столице Болгарии был основан королевским указом 1 мая 1888 года и является самым старым и большим зоологическим садом в Юго-Восточной Европе. Он охватывает 36 гектар и в марте 2006 года в нём содержалось 4850 животных, представляющих 840 видов.

## История
Первоначально зоопарк располагался в парке бывшего королевского дворца, а главной достопримечательностью был Евразийский чёрный гриф, пойманный в Болгарии и выставленный в клетке в саду. Позже в коллекцию были добавлены фазаны и олени, но так как экспонаты и оборудование того времени оказались недостаточными для размещения пары бурых медведей, царь Болгарии Фердинанд распорядился предоставить Софийскому зоопарку земельный участок на территории бывшего Ботанического сада, находившегося тогда на окраине города.
Выставка животных Софийского зоопарка постоянно увеличивалась, причём добавлялись как местные, так и иностранные виды, особенно пара львов в 1892 году, которые были размещены в бывшей конюшне, и львёнок родился в том же году.
Между 1893 и 1895 годами были построены новые клетки и здания для размещения постоянно увеличивающейся коллекции птиц и млекопитающих, включая массивное трёхкомнатное каменное здание в глубине местности, предназначенное для обитания медведей (1894), бассейн, где жили несколько розовых пеликанов, здание для размещения фазанов и ещё одно для орлов (1895).
Софийский зоопарк переехал из своего первоначального (и меньшего) местоположения в центре города на новый участок площадью 36 гектаров примерно в 4,5 километрах к югу от Софии в 1982 году.

## Экспонаты
Пасущиеся животные

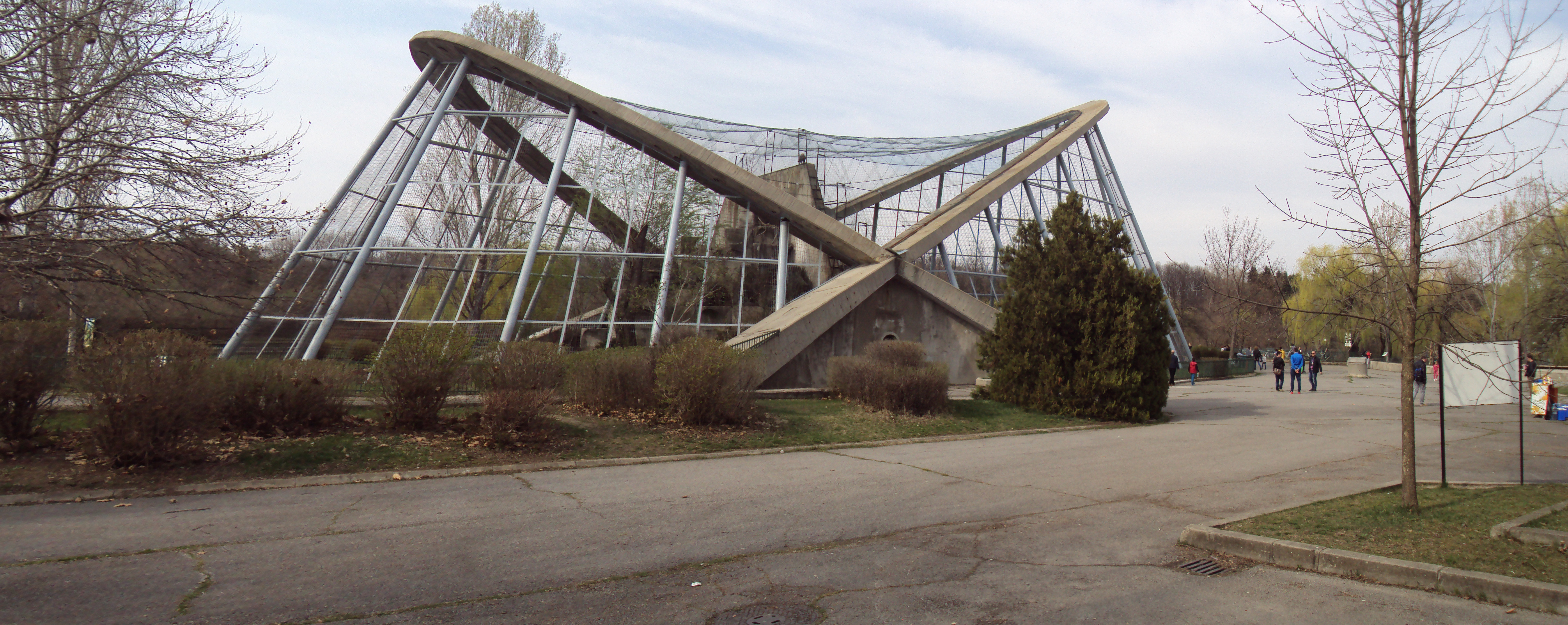
Орлиная клетка

В зоопарке около 80 особей, представляющих 20 видов выпаса, в том числе белых носорогов, бегемотов, слонов, зебр, благородных оленей, горных козлов, кабанов, верблюдов и американских бизонов.
Приматы
Приматы размещены в двух павильонах. В зоопарке насчитывается 93 особи, представляющих 19 видов, в том числе кольчатохвостых лемуров, жёлтых бабуинов, обыкновенных мартышек (обыкновенная игрунка) и макак.
Хищники
В секторе хищников обитают большие кошки, медведи и мелкие хищники, в том числе львы, тигры, леопарды, пумы и бурые медведи.
Пингвины
В январе 2011 года зоопарк получил от Германии восемь пингвинов Гумбольдта. Пингвины сдаются в аренду примерно на 18 месяцев, после чего их возвращают, а потомство остаётся в зоопарке.
Птицы
Зоопарк насчитывает около 1400 отдельных птиц, представляющих 192 вида. Водяные птицы размещаются в озере площадью 1,5 гектара (3,7 акра), а императорские орлы, грифы, египетские стервятники и канюки в большом проходном вольере. Другие виды птиц в зоопарке включают страусов, серебряных фазанов, павлинов, фламинго, сине-жёлтых ара, сов, какаду и корелла.

## Сервисы
Ветеринарная клиника зоопарка имеет отдельный вход и доступна для посещения без входа в зоопарк.

## Будущее
Софийский зоопарк в настоящее время[когда?] находится в процессе модернизации своих объектов в соответствии с действующими европейскими стандартами и готовится стать полноправным членом Европейской ассоциации зоопарков и аквариумов.

## Происшествия
В 2009 году центральное отопление в зоопарке было закрыто вследствие прекращения поставок газа в страну из-за спора о ценах. Около трети из 1300 животных в зоопарке были подвержены холоду, и работникам приходилось искать переносные электрические и масляные обогреватели для обогрева их вольеров.

## Галерея

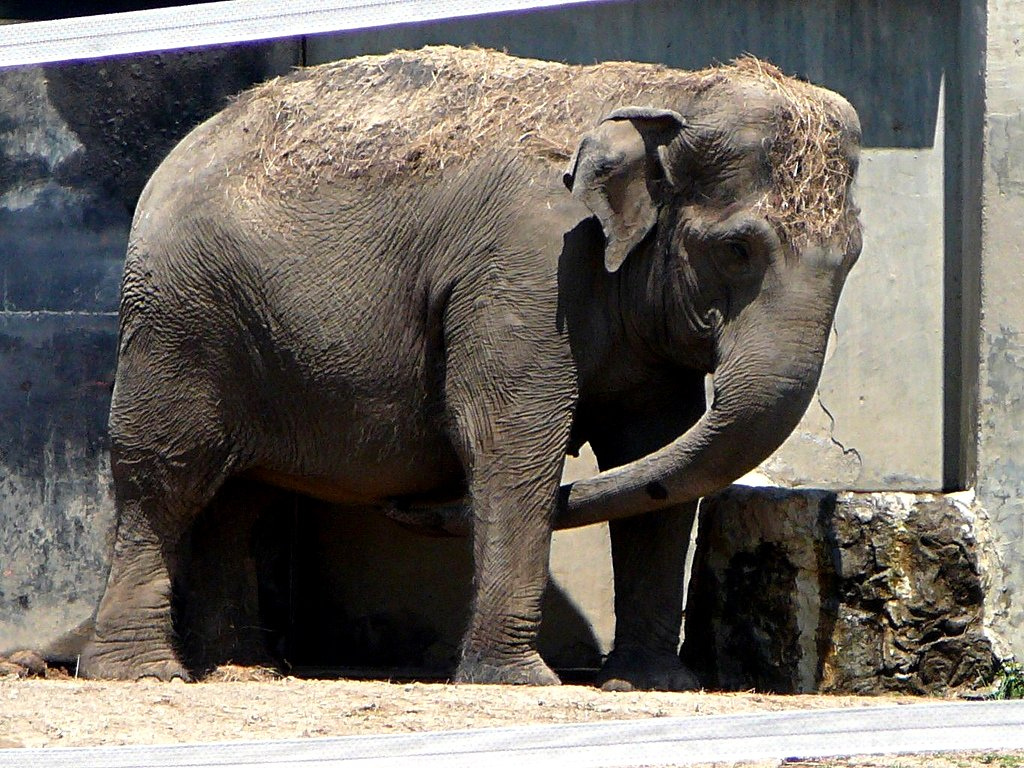
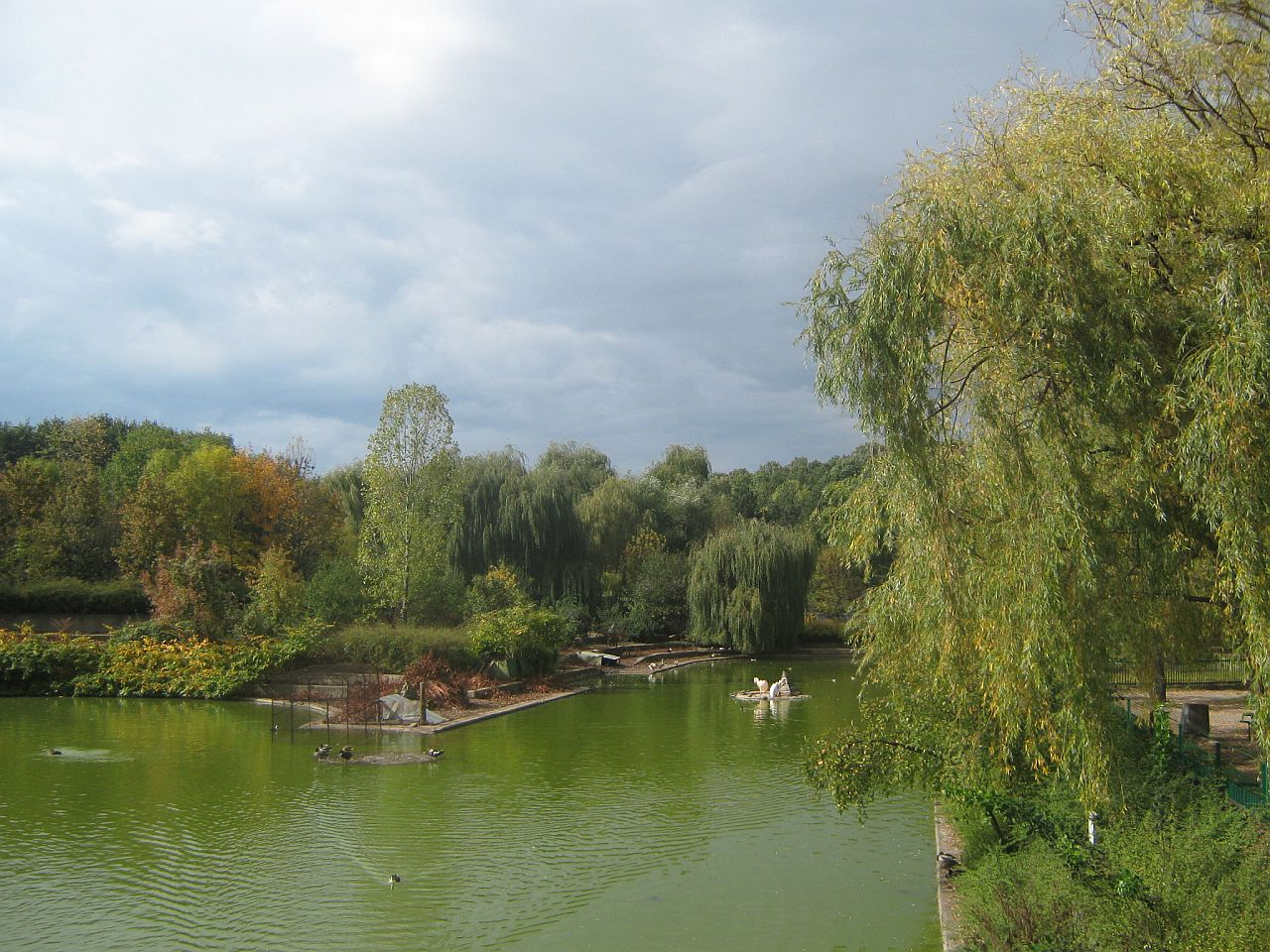
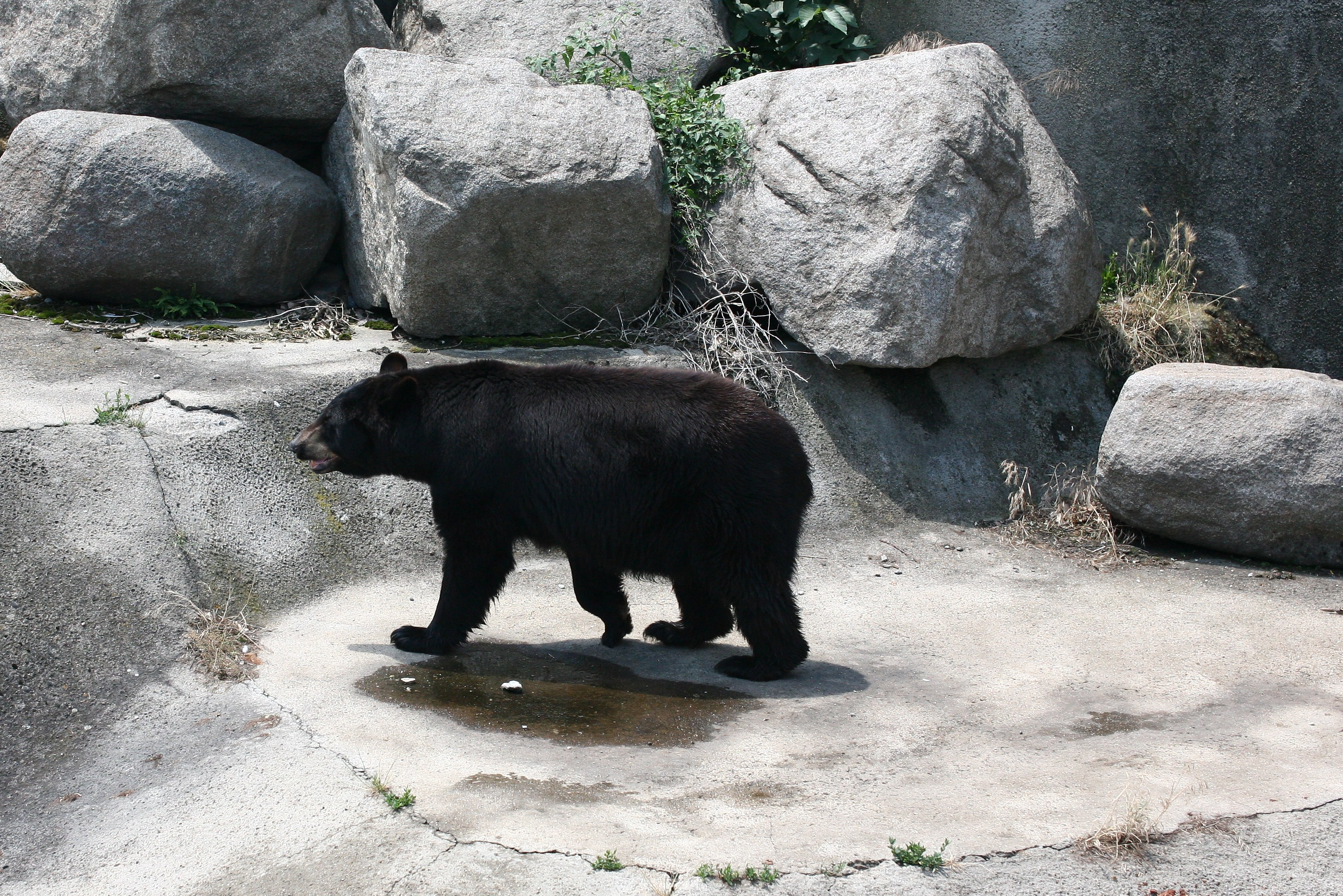
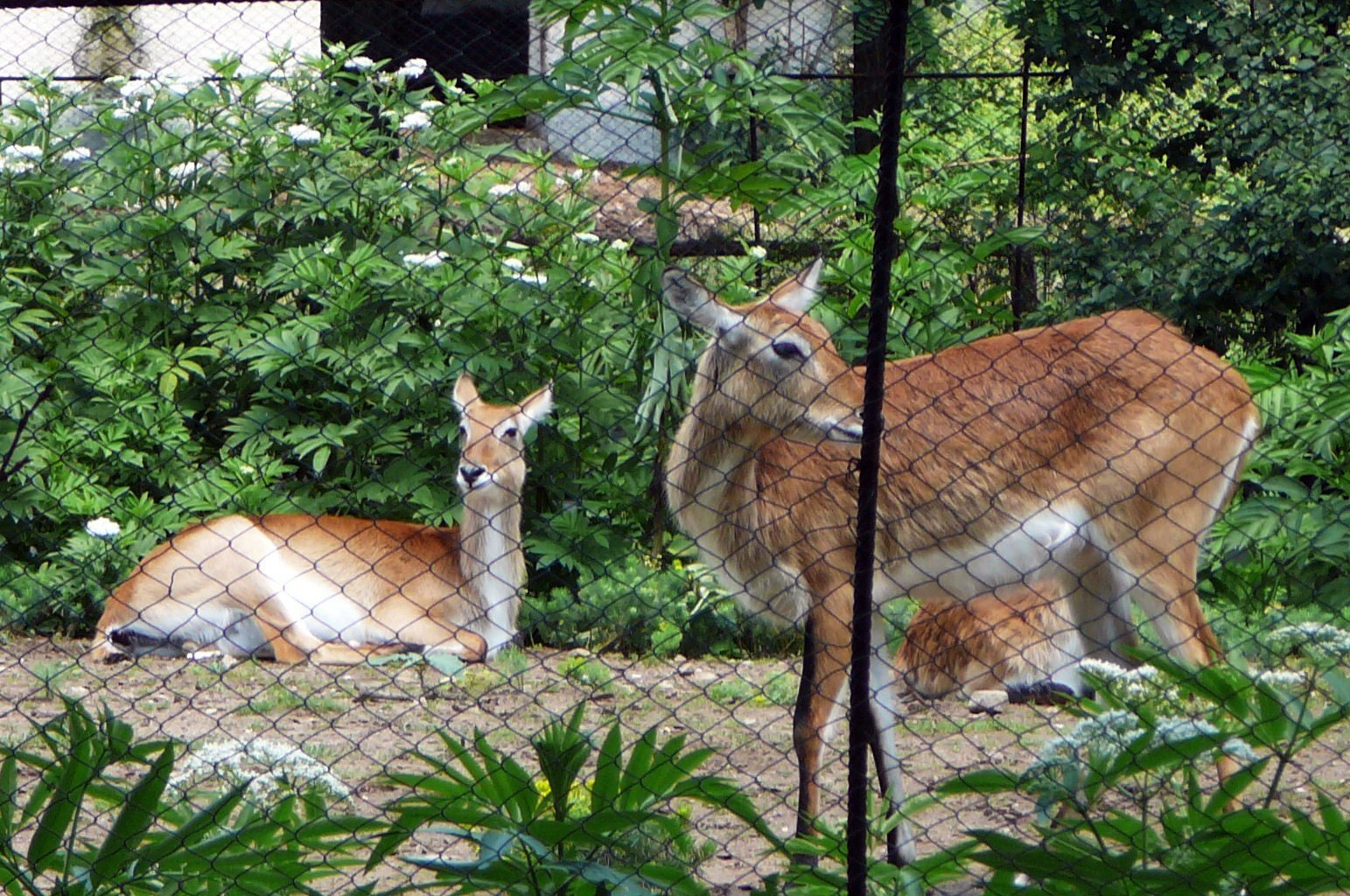
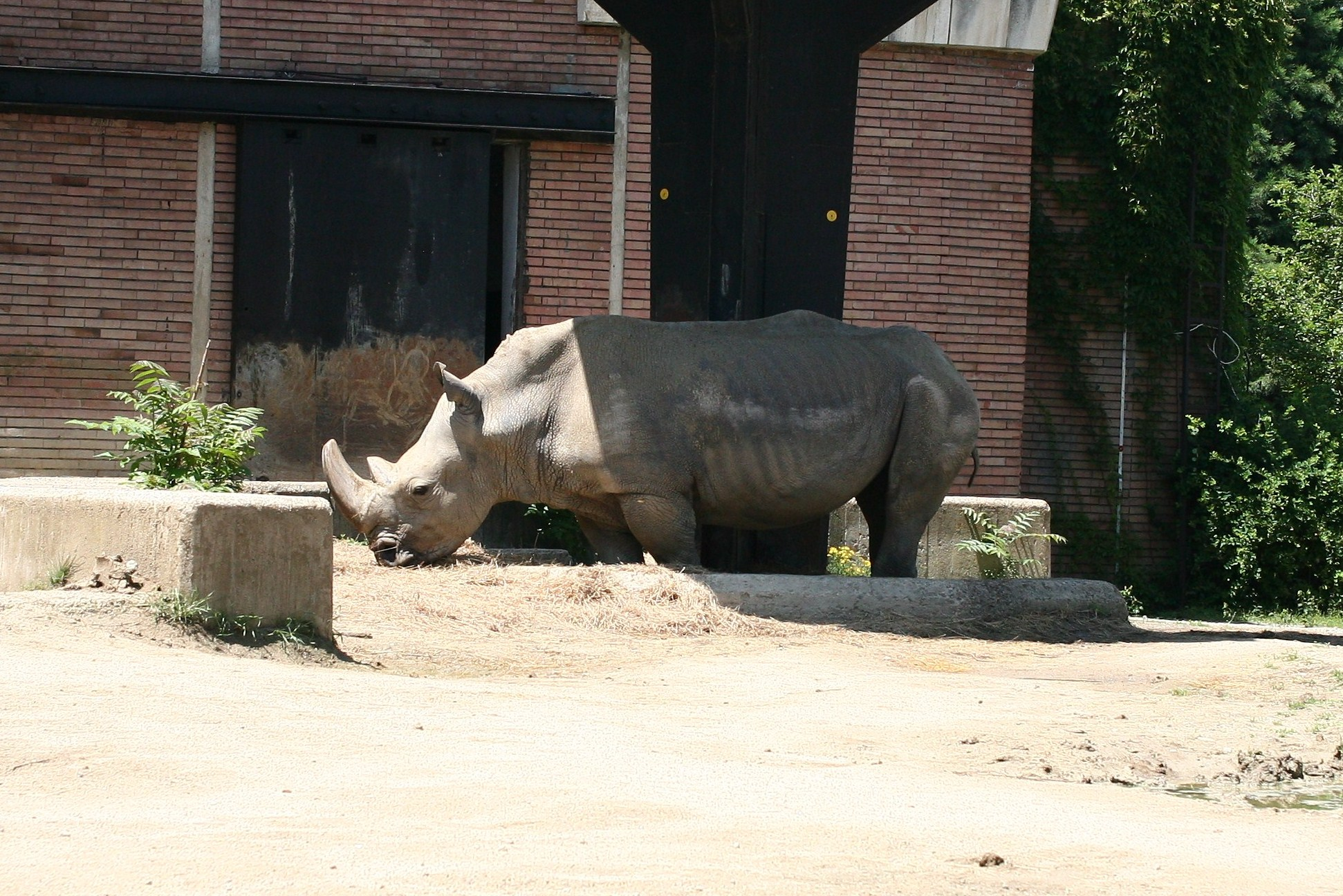
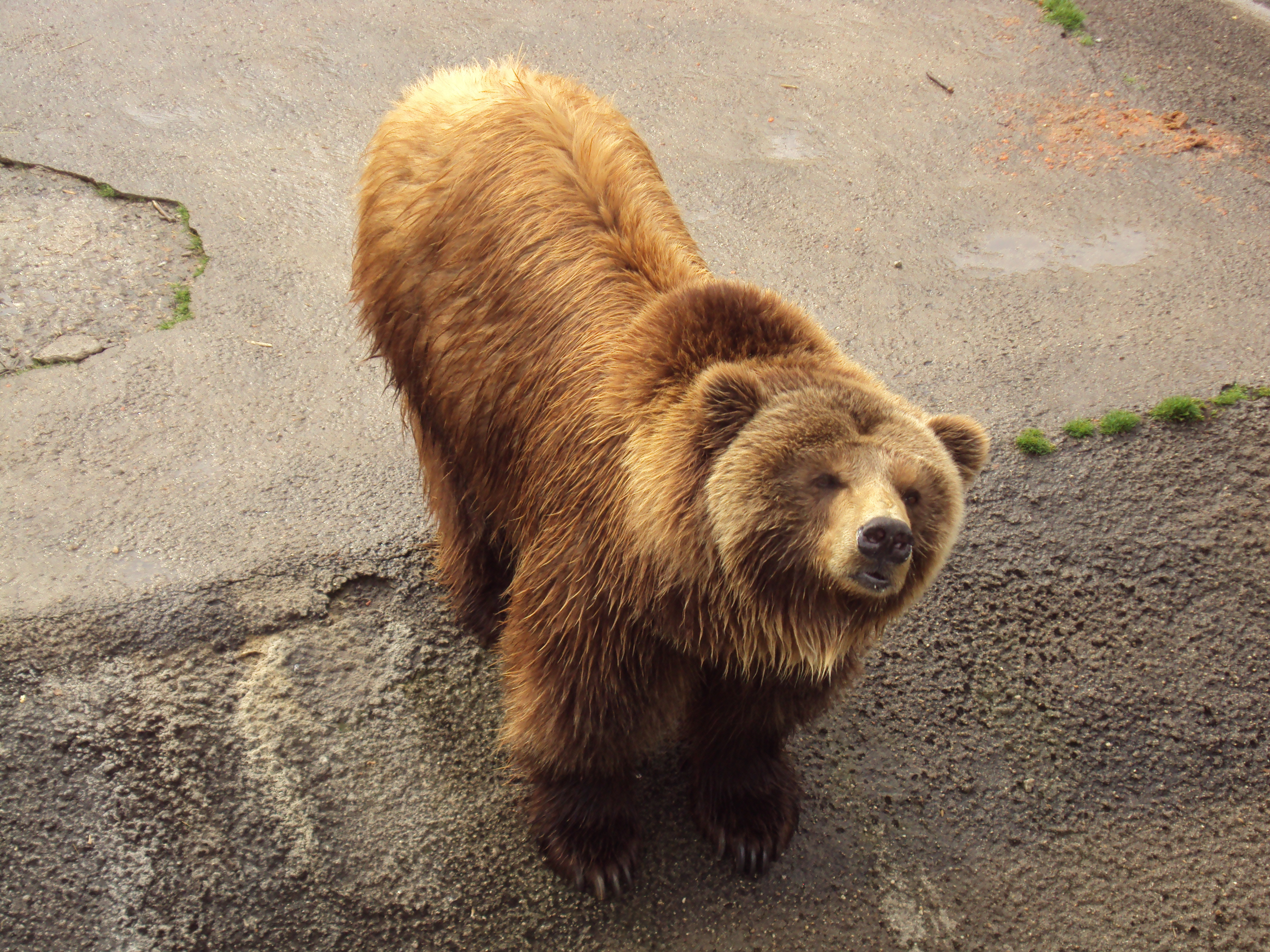
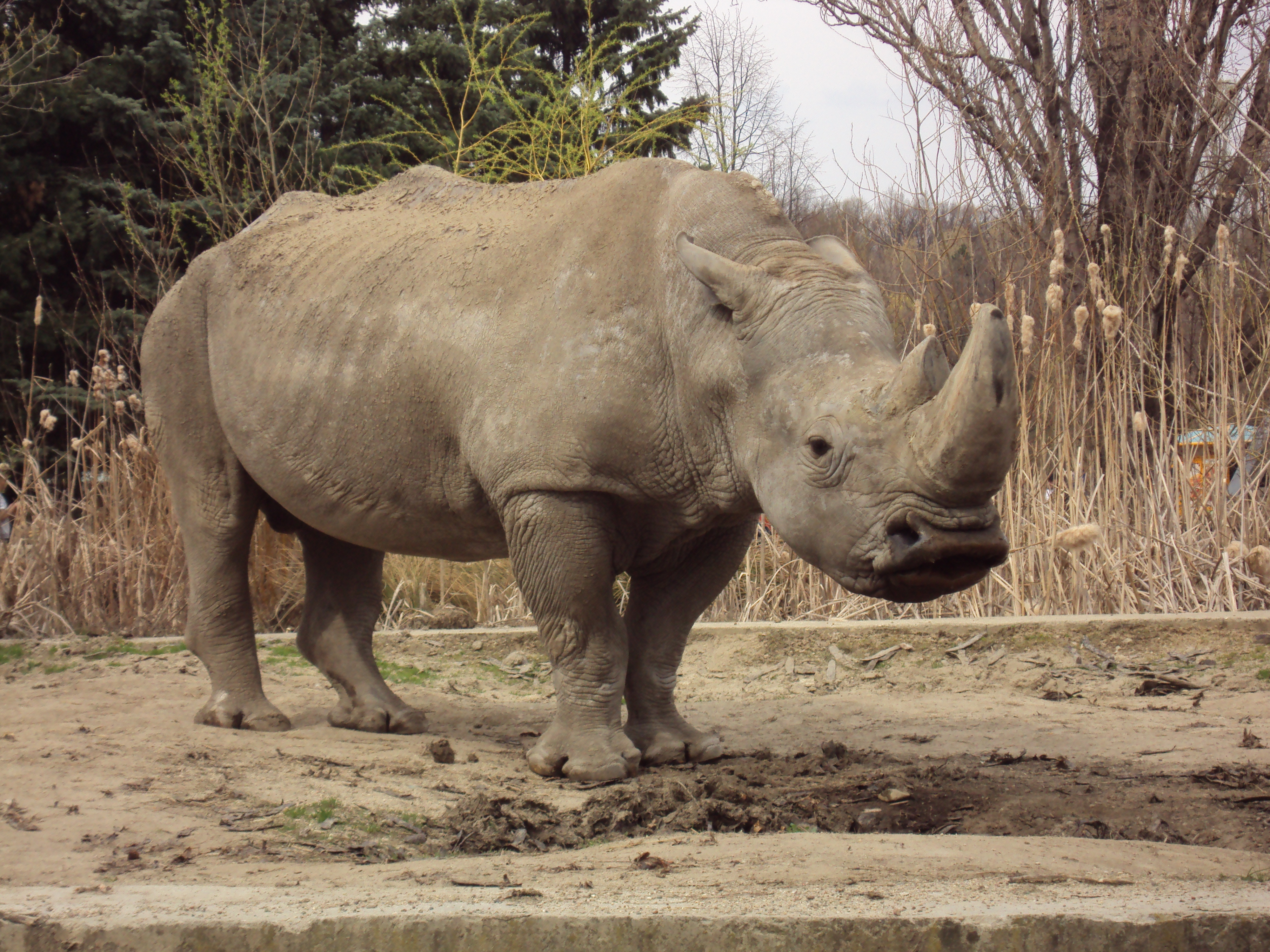
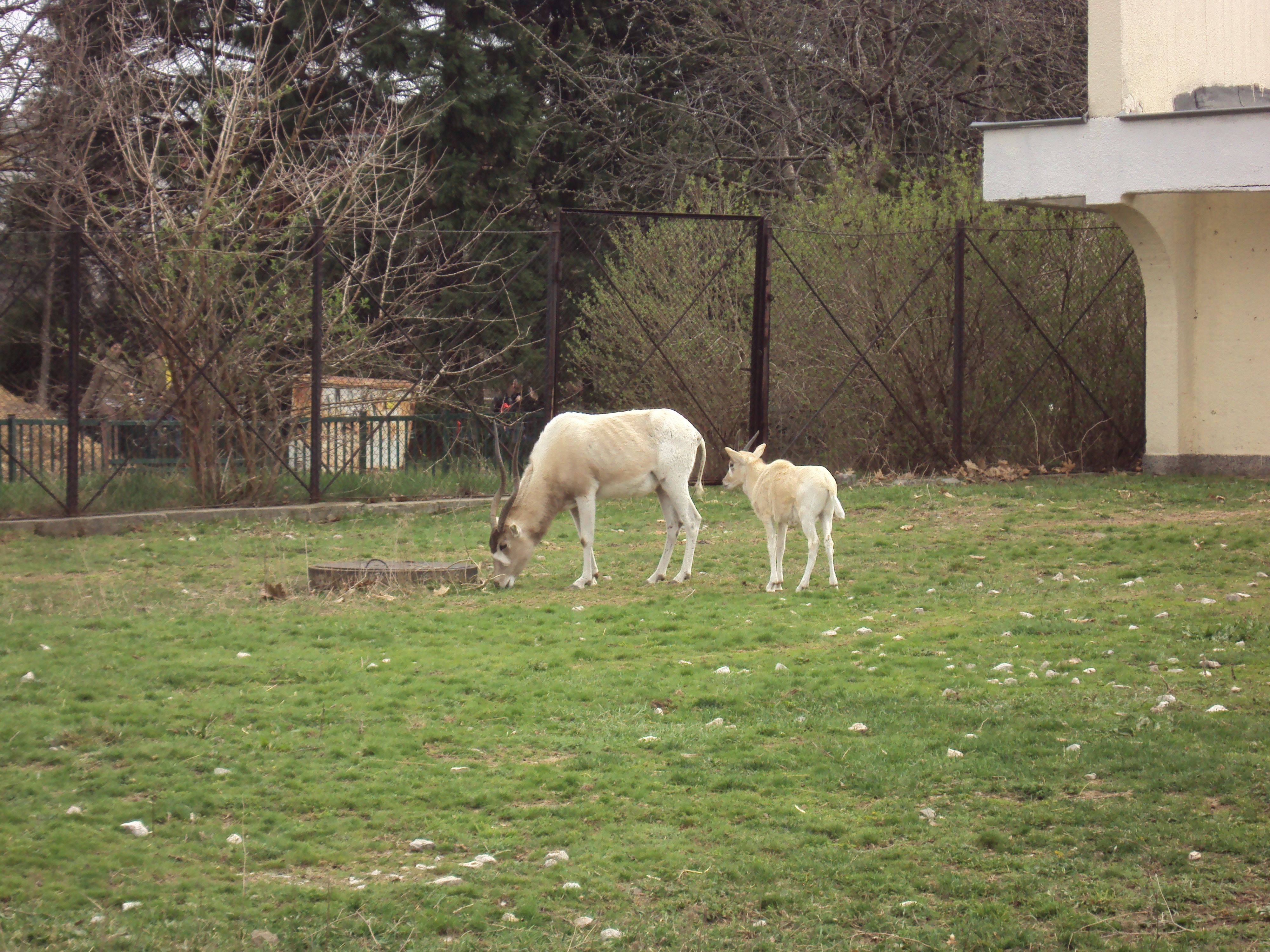
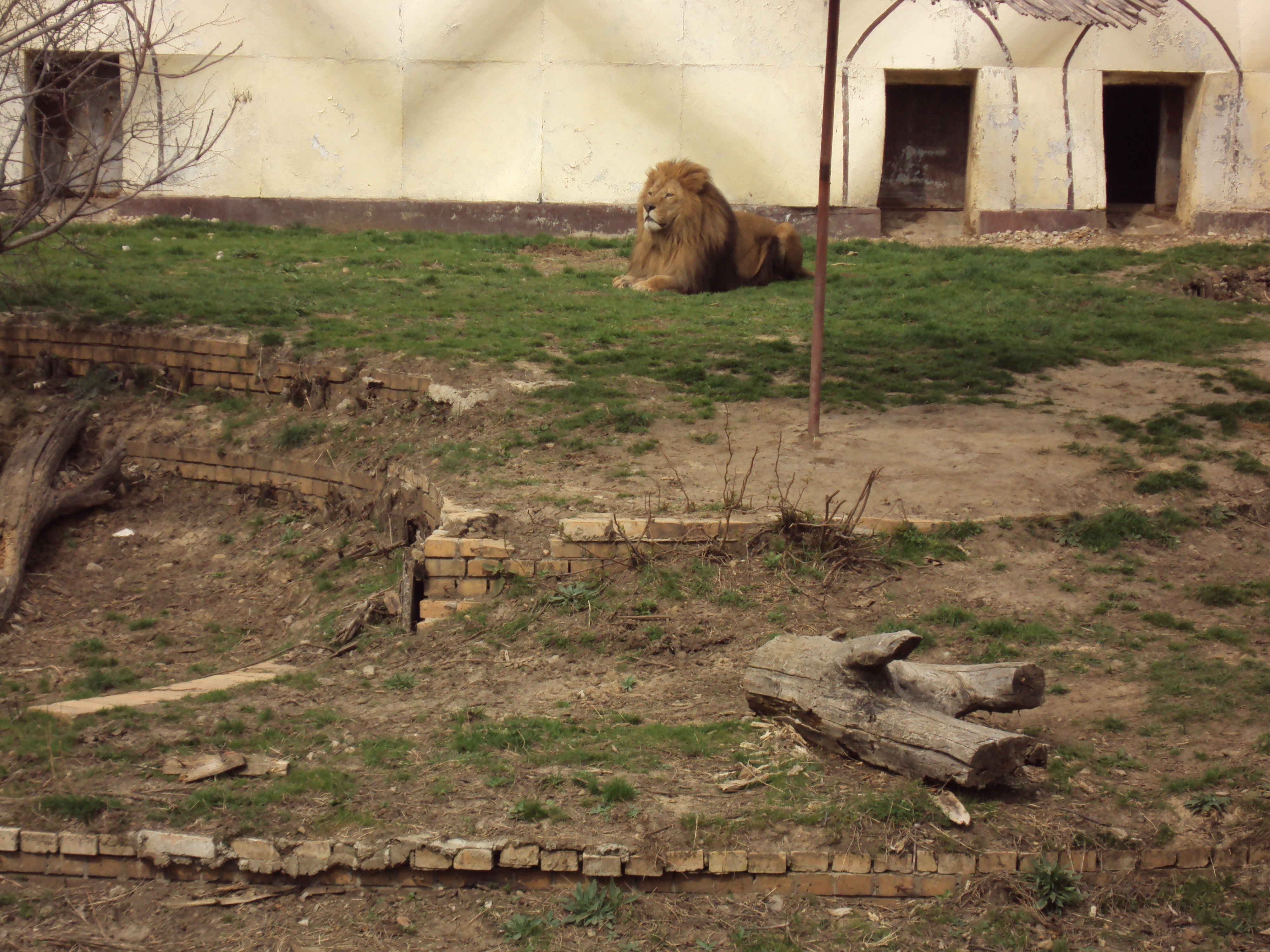
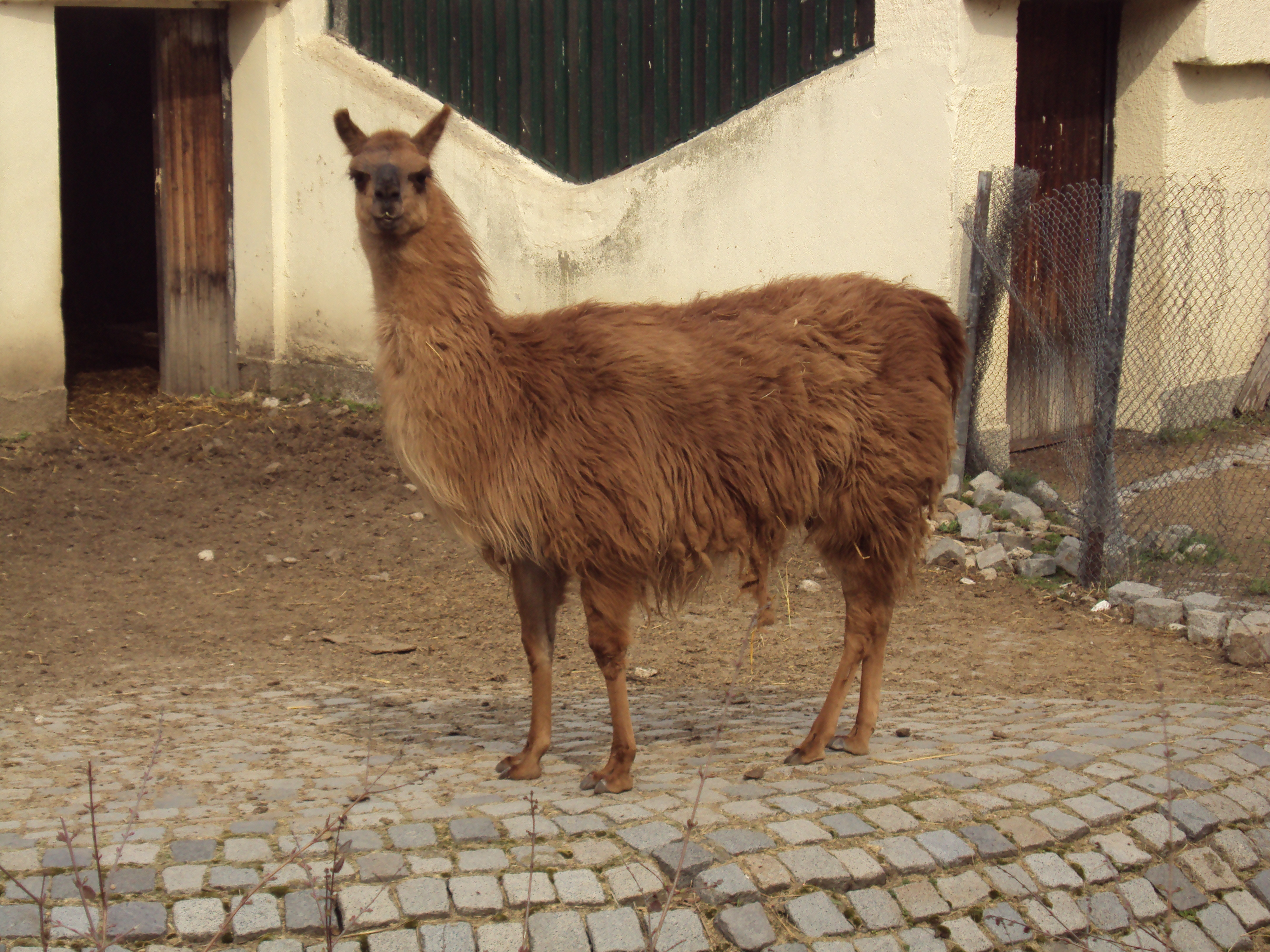
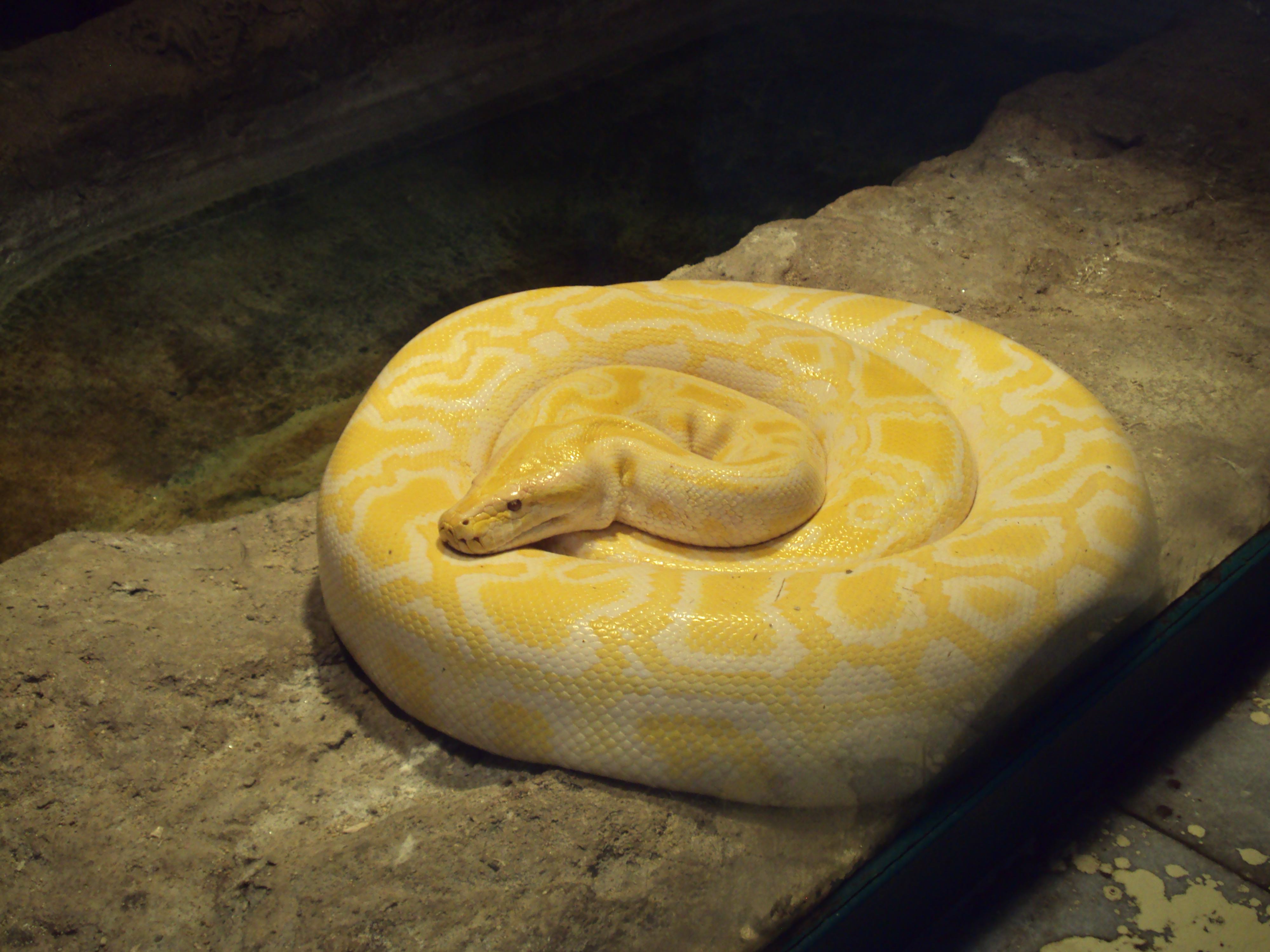
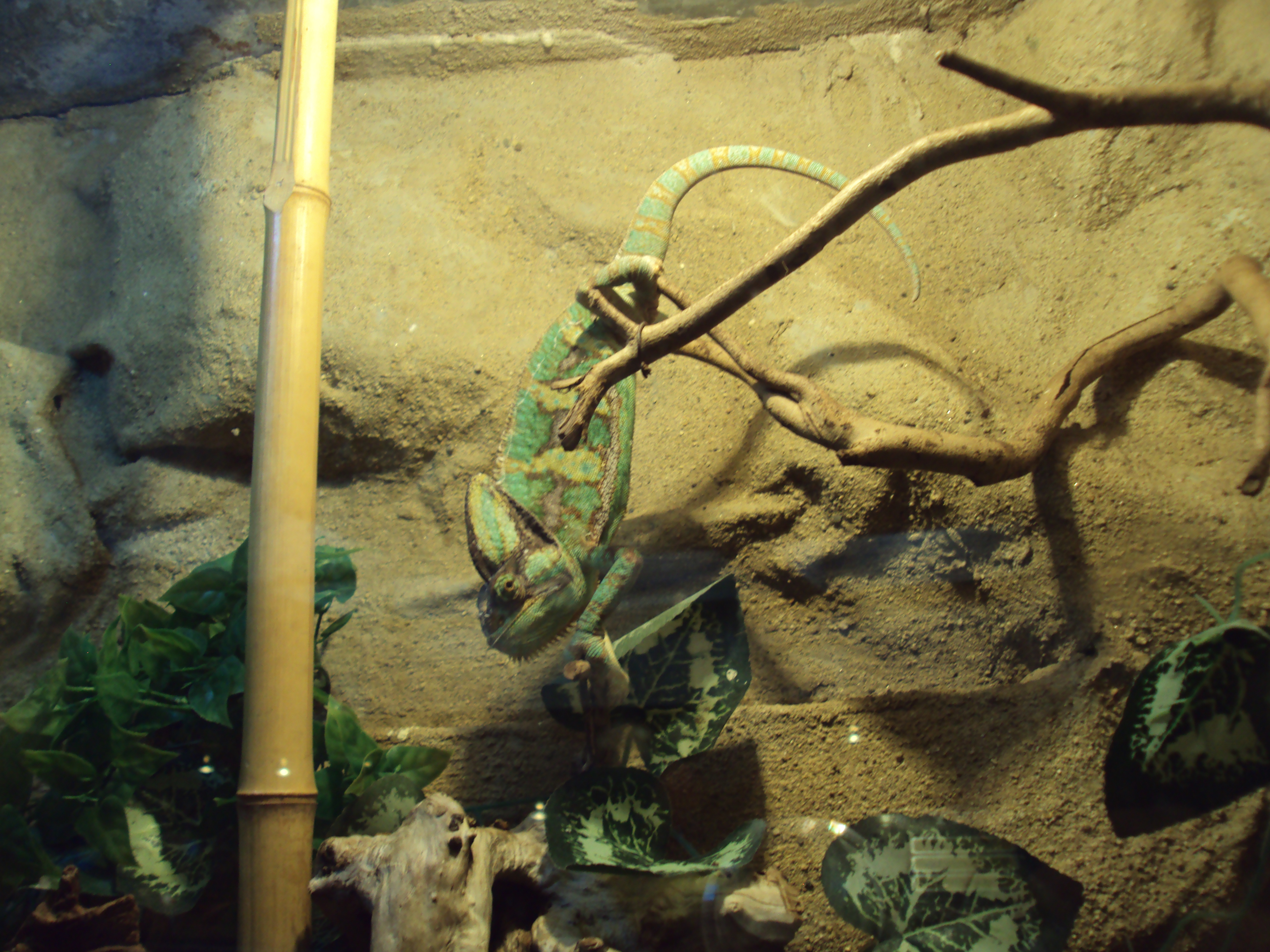
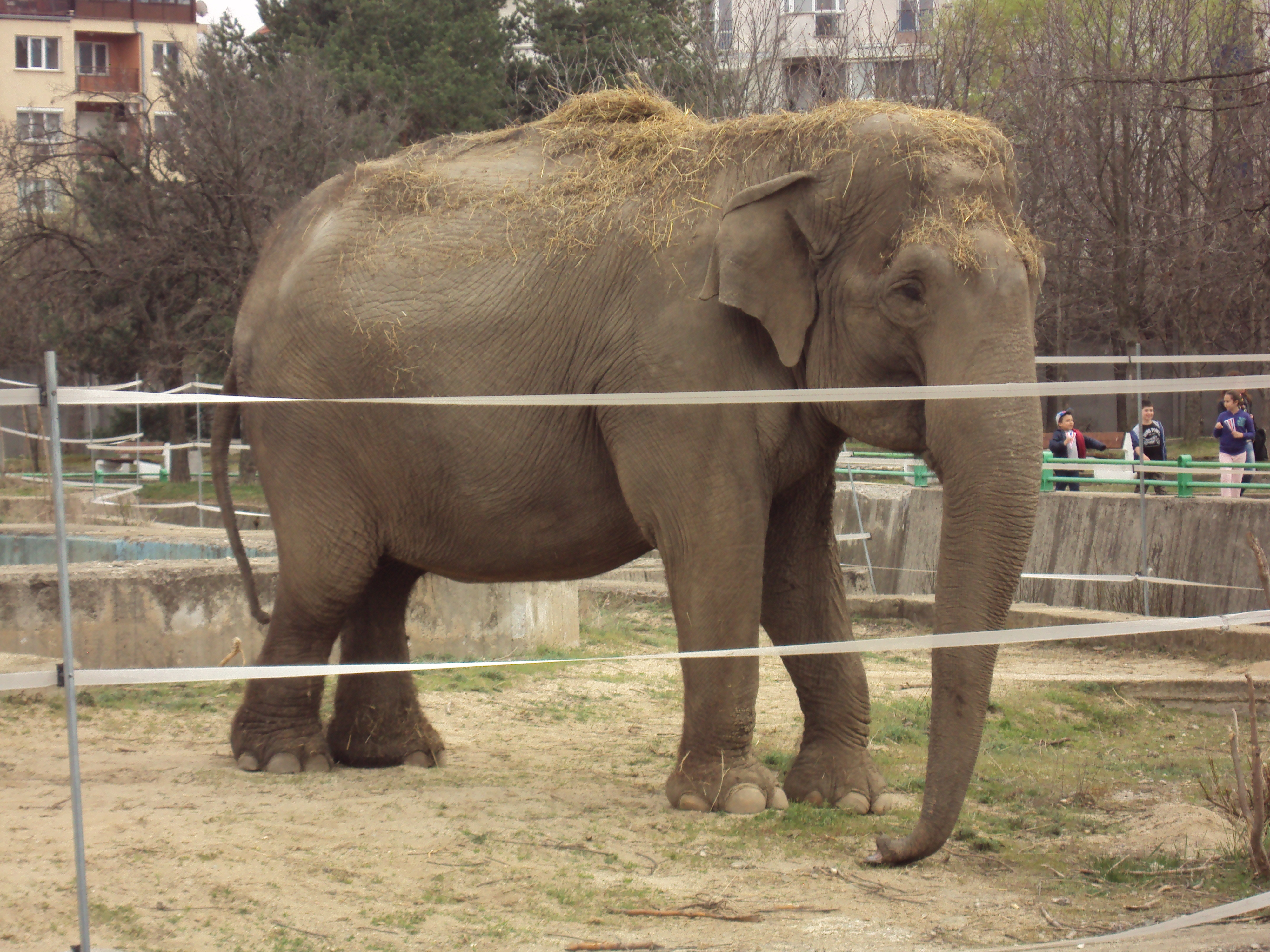
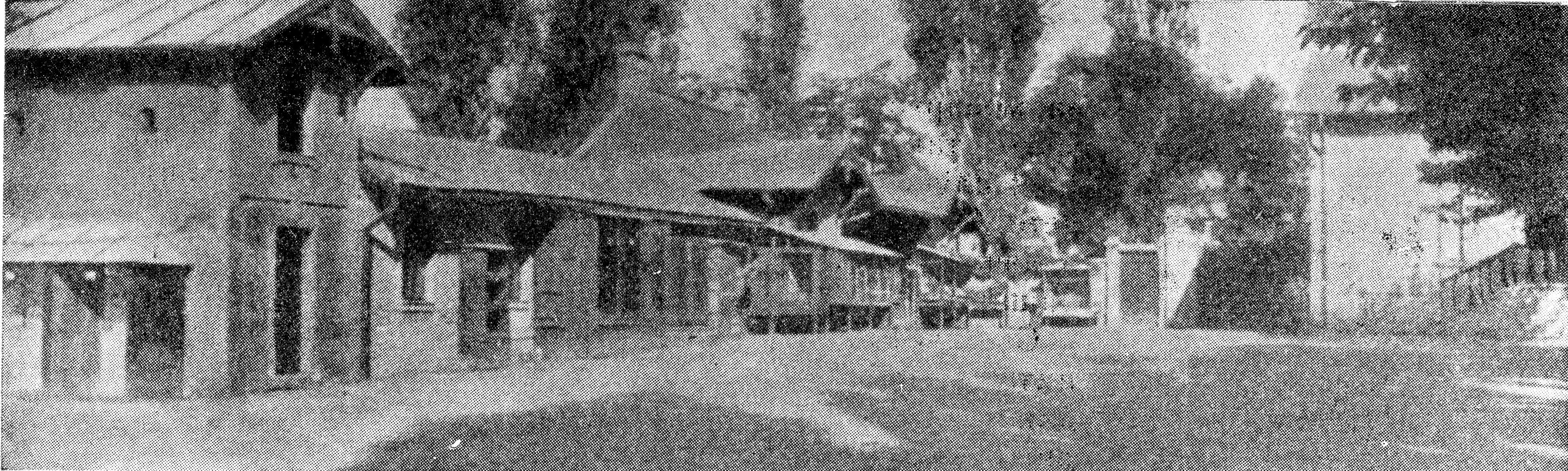
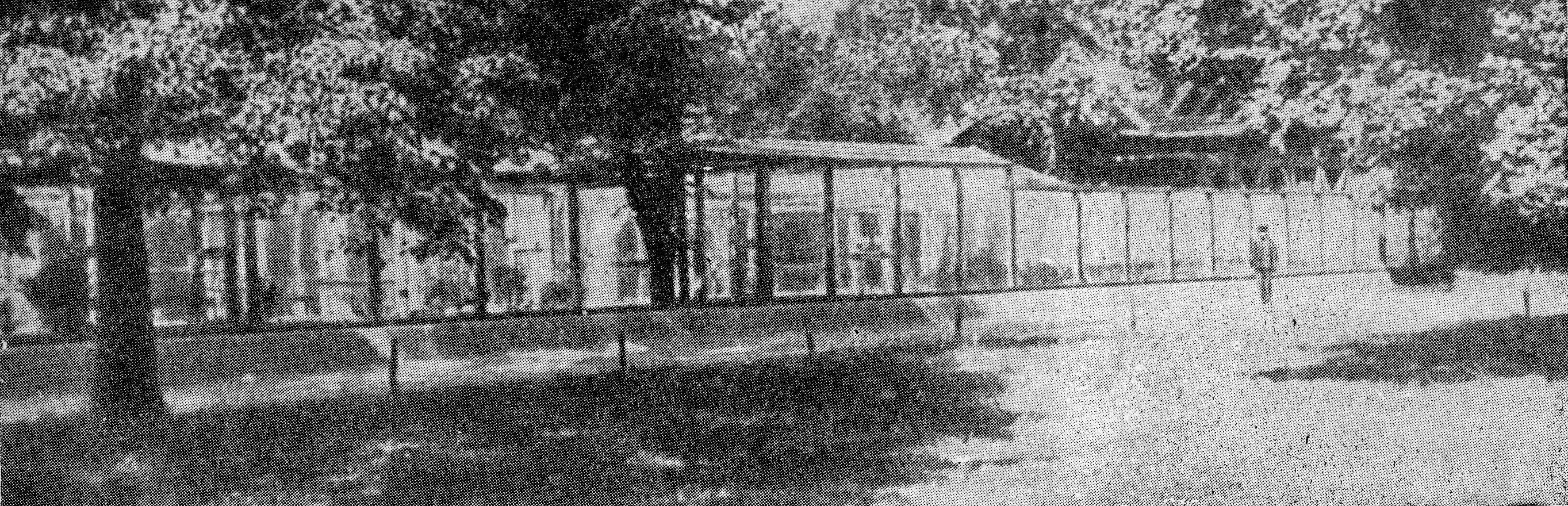
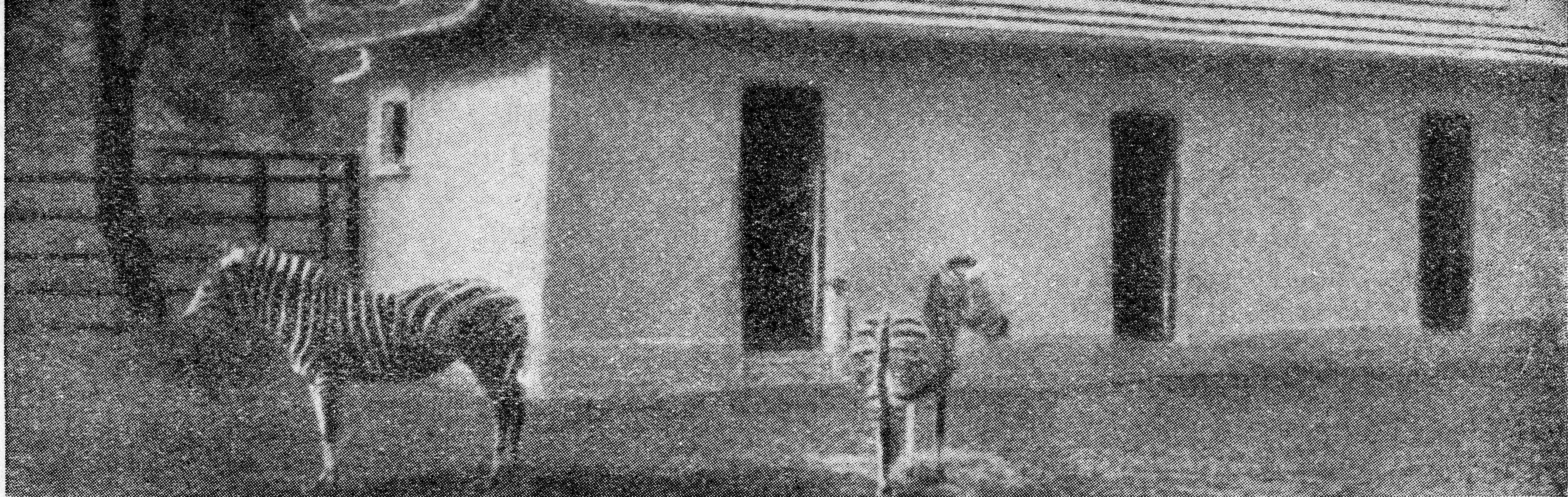
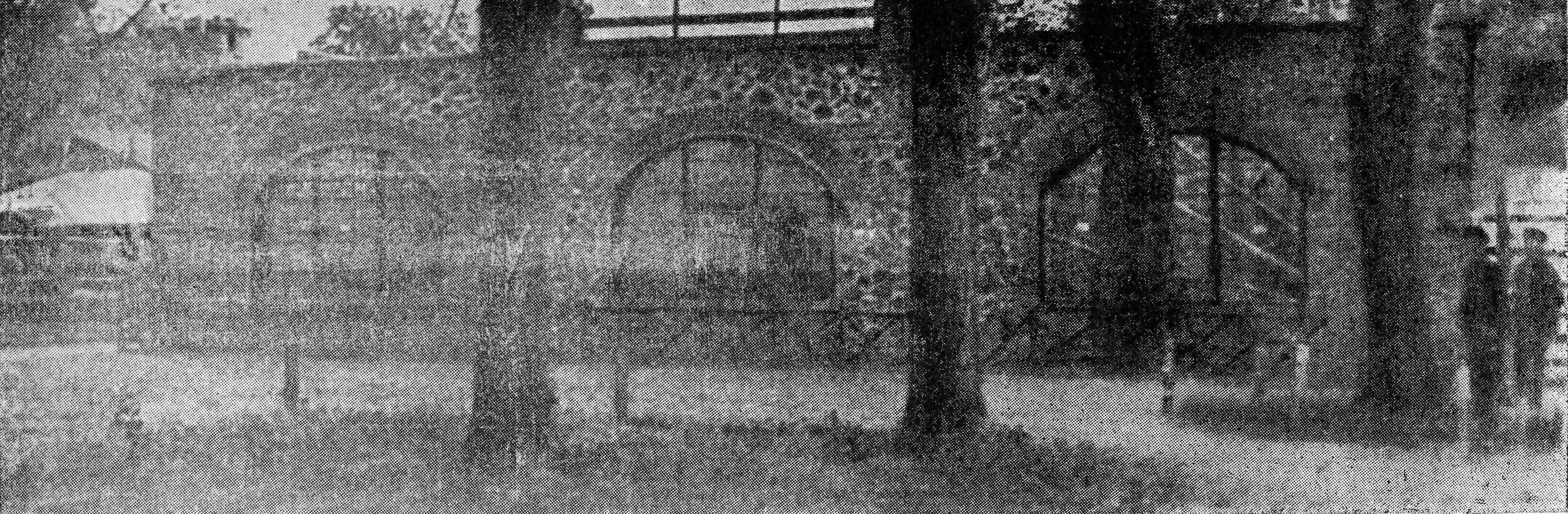
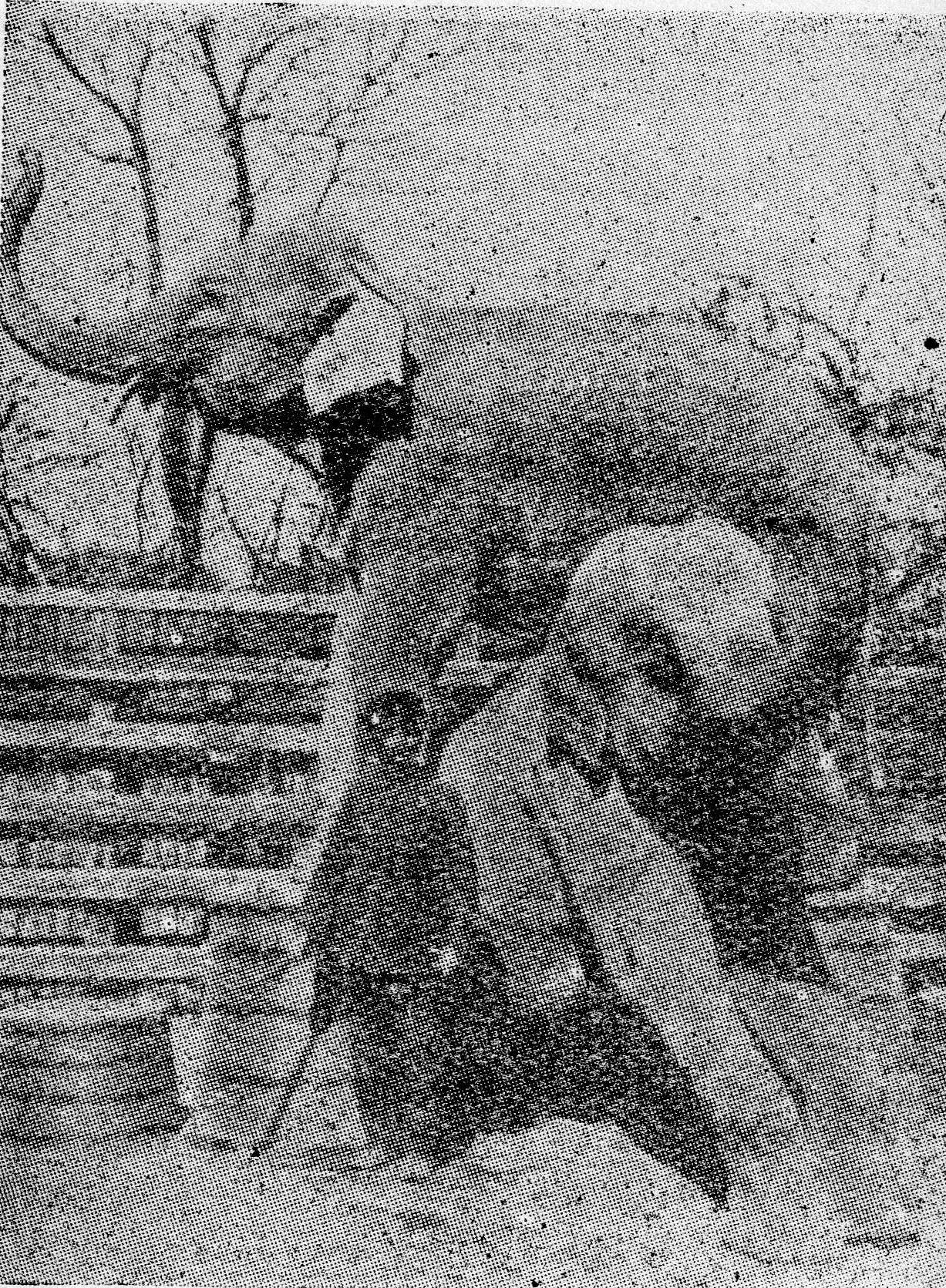
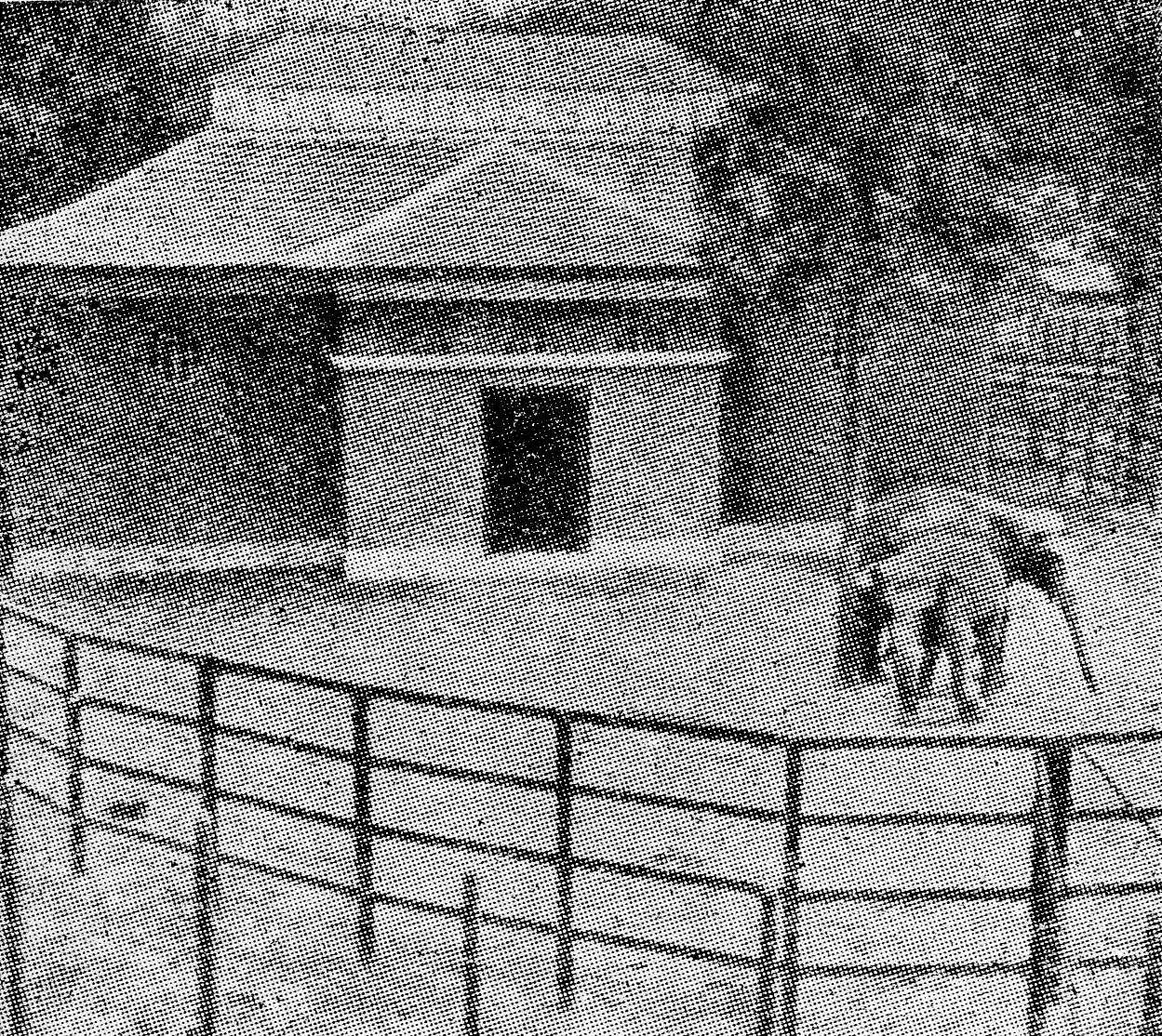
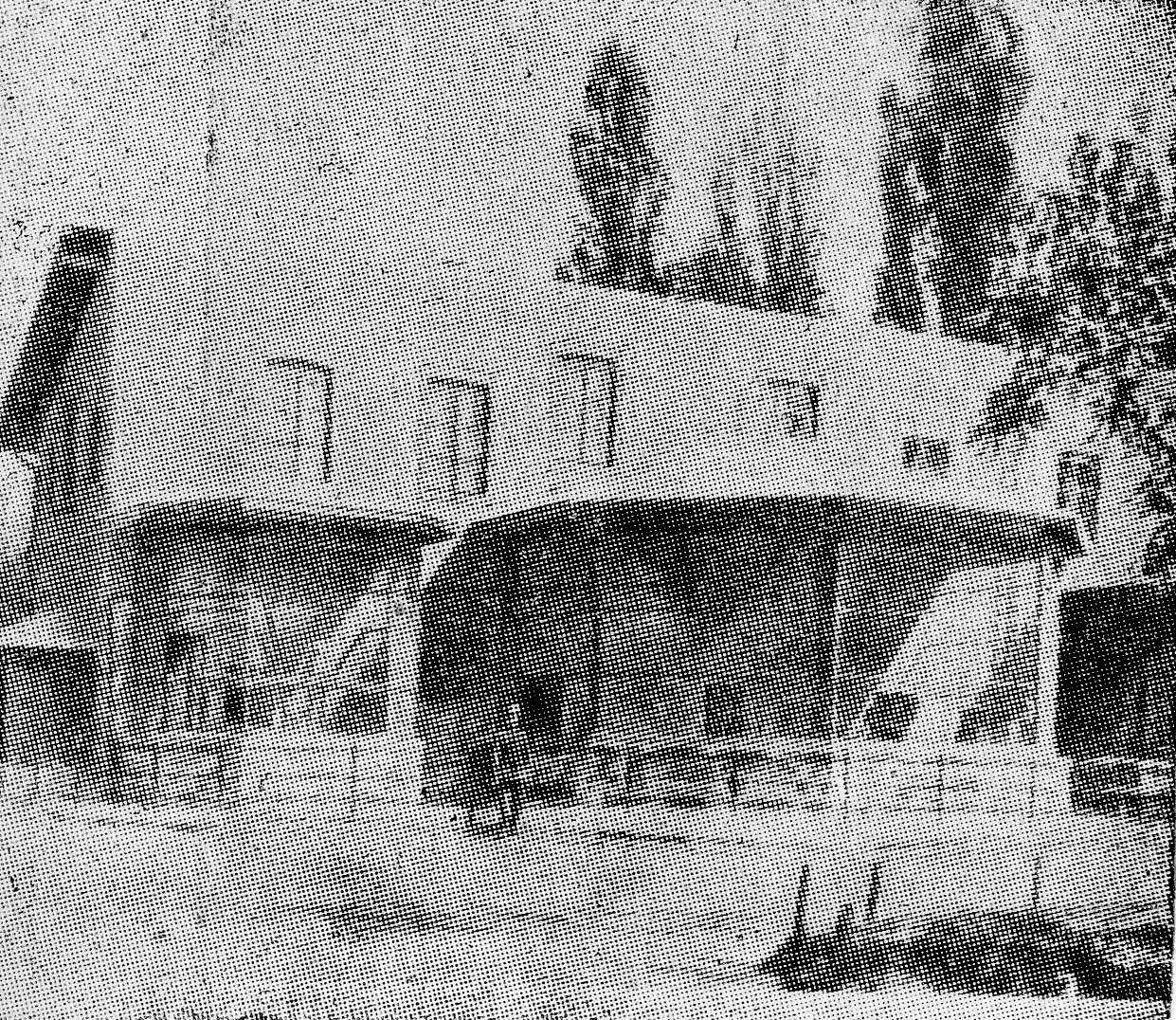
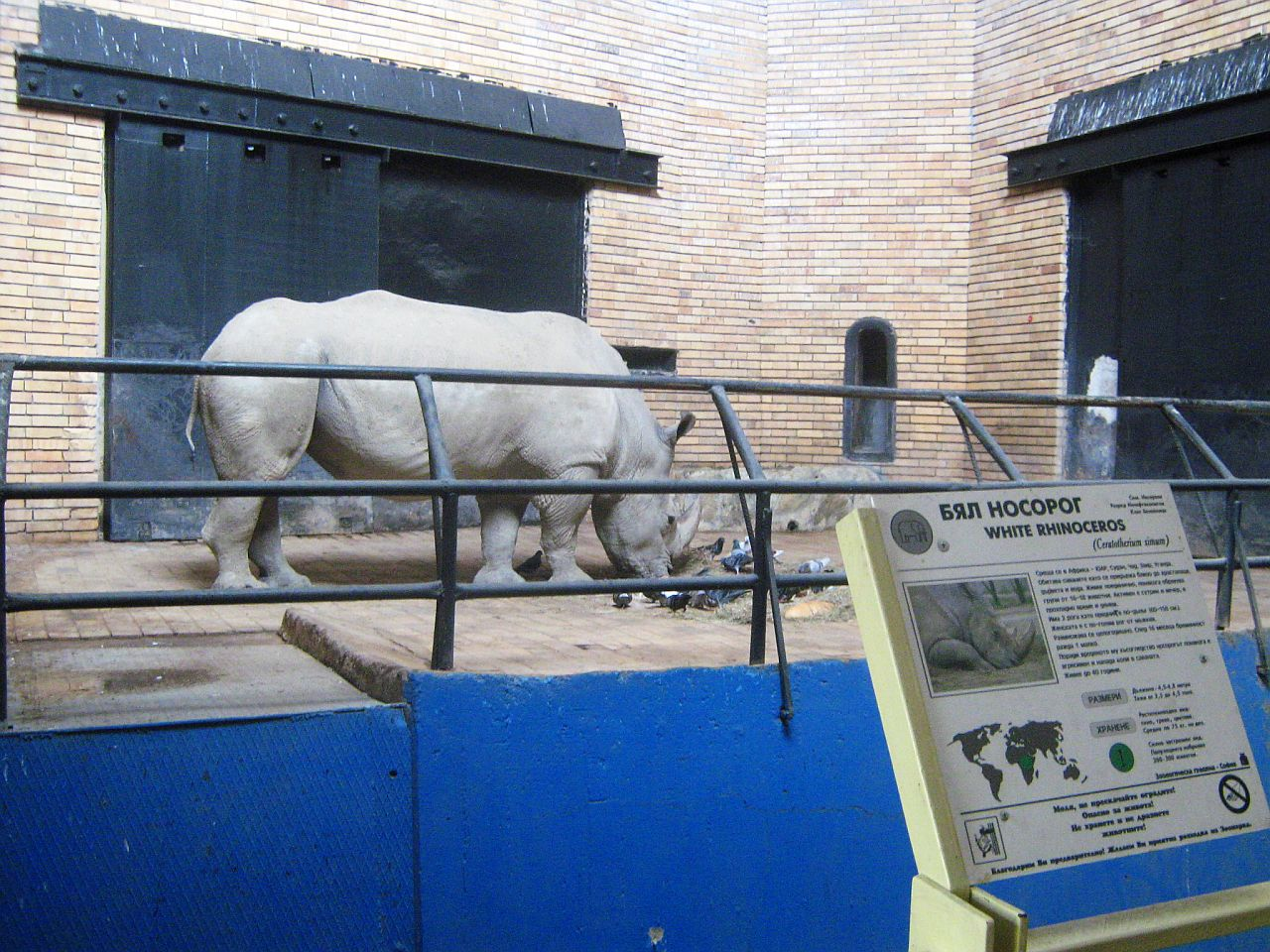